# Siglé (Burkina Faso)
Pour les articles homonymes, voir Siglé.
Siglé est une commune située dans le département de Siglé, dont elle est le chef-lieu, de la province de Boulkiemdé dans la région du Centre-Ouest au Burkina Faso.

## Éducation et santé
La commune accueille un centre de santé et de promotion sociale (CSPS).